# Marsjanin (powieść)
Marsjanin (tyt. oryg. The Martian) – książka z gatunku science fiction, pierwsza wydana powieść Andy’ego Weira. Wydanie w języku angielskim ukazało się w 2011 nakładem własnym autora, ponownie w 2014 nakładem wydawnictwa Crown Publishers. W Polsce książka ukazała się 19 listopada 2014 i wydana została przez wydawnictwo „Akurat”.
Na podstawie książki powstał film Marsjanin w reżyserii Ridleya Scotta, w którym główną rolę zagrał Matt Damon. Jego premiera miała miejsce 11 września 2015. 

## Fabuła
Akcja książki rozgrywa się w niedalekiej przyszłości i opisuje losy astronauty Marka Watneya, który należy do sześcioosobowej załogi marsjańskiej misji Ares 3. W 6. solu trwania misji (SOL – doba marsjańska) nad bazę uczestników misji Ares 3 nadciąga burza piaskowa, która zmusza członków ekspedycji do natychmiastowej ewakuacji z powierzchni Marsa do statku kosmicznego Hermes znajdującego się na orbicie planety i powrotu na Ziemię. Podczas drogi z Habu do MAV (Mars Ascent Vehicle), Mark Watney zostaje uderzony i odrzucony przez lecące metalowe szczątki anteny. Ponieważ w jego skafandrze zostaje uszkodzony komputer monitorujący parametry biologiczne, reszta załogi myśli, że Mark zginął. Po krótkich poszukiwaniach ciała w szalejącej burzy, podejmują decyzję o odlocie. Mark Watney jednak nie zginął, został tylko ranny.
Powieść rozpoczyna się w momencie odzyskania przytomności przez Marka. Uświadamia on sobie, że został sam na Marsie z niewielkimi zapasami jedzenia i wody, oraz bez łączności z Ziemią. NASA i pozostali członkowie załogi Ares 3 uważają go za martwego, więc nie może liczyć na ratunek. Jednak nawet gdyby wiedzieli, że on żyje i misja ratunkowa wyruszyła natychmiast, to przybyłaby po niego długo po tym, jak skończą mu się zapasy jedzenia i wody. Tak więc został zdany na siebie. Na szczęście burza nie uszkodziła Habu, dwóch łazików oraz paneli słonecznych, więc ma gdzie mieszkać i czym się poruszać, a po przeliczeniu zapasów i ograniczeniu ilości spożywanego jedzenia okazuje się, że pożywienia może mu starczyć na rok. Mark jest mechanikiem i botanikiem misji. Wykorzystując swoją wiedzę, zdolności i pomysłowość rozpoczyna walkę o przetrwanie, do przybycia za około 4 lata kolejnej ekspedycji Ares 4. Pomaga mu w tym również jego poczucie humoru oraz dystans do sytuacji, w jakiej się znalazł.

## Recenzje
Według The Wall Street Journal powieść jest "najczystszym" science fiction od lat.

## Nagrody
- Seiun Award dla najlepszej powieści przetłumaczonej 2015,
- Nagroda Astounding dla nowego pisarza 2016.

## Audiobook
Powieść została wydana jako książka mówiona przez audioteka.pl. Czyta Jacek Rozenek.